# Ипполито II д’Эсте
Ипполито II д’Эсте (итал.  Ippolito II d'Este ; 25 августа 1509, Феррара — 2 декабря 1572, Рим) — итальянский кардинал, приходился тёзкой Ипполито I д’Эсте (1479—1520), который также был кардиналом.

## Биография

### Ранние годы
Сын Альфонсо I д’Эсте и Лукреции Борджиа, родился в Ферраре. Его старший брат Эрколе II д’Эсте стал после смерти отца герцогом Феррары, Модены и Реджо (1534). По материнской линии Ипполито и Эрколе приходились внуками папе римскому Александру VI. Достоверно известно, что Ипполито был назван в честь своего дяди — Ипполито I д’Эсте.
От него же в 1519 году, будучи десятилетним ребёнком, Ипполито унаследовал архиепископство Миланское. Это был первый из бесчисленного множества церковных бенефициев, доставшихся ему, и являвшихся в будущем главным источником доходов кардинала. В конце жизни Ипполито владел аббатствами Бондено, Шали, Жюмьеж в Нормандии, Лионе, Нарбонне, а также аббатством Сен-Медар в Суассоне.
20 декабря 1538 в церкви Санта-Мария-ин-Аквиро в Риме на консистории, созванной папой Павлом III, Ипполито был торжественно возведён в сан кардинала.

### Покровитель искусств
Любитель величия и роскоши, Ипполито перед своим первым появлением при французском дворе обновил и перестроил Палаццо Сан-Франческо в Ферраре. В 1538 году, будучи уже в коллегии кардиналов, Ипполито II арендовал дворец своего кузена Эрколе Гонзаги в качестве кардинальской резиденции в Риме и полностью обновил обветшалый дворец. Именно к заслугам Ипполито II можно причислить строительство виллы д’Эсте в Тиволи, выдержанной в маньеристском духе (архитектор Пирро Лигорио).
Ипполито II также спонсировал композитора Палестрину.

### Государственный деятель
В 1549 году, во время правления во Франции короля Генриха II, будучи кардиналом, Ипполито II явился к французскому двору в качестве посла Феррары, поступив на службу кардиналом-протектором Франции. В 1550 году он стал губернатором Тиволи и близлежащих земель, в то время принадлежавших Франции. Прекрасно зарекомендовав себя и имея отличную репутацию при французском дворе, Ипполито даже участвовал в конклаве (1549—1550) в качестве кандидата в папы от Генриха II.
Интриги и заговоры повсюду сопровождали Ипполито в последние годы его жизни. Необходимость исполнения политических обязанностей также отразилась на состоянии здоровья. В конце концов, после непродолжительной болезни, Ипполито II скончался в Риме. Он был похоронен в церкви Санта-Мария-Маджоре в Тиволи рядом с его виллой.

## Архивные собрания
Некоторая корреспонденция Ипполито II, как личная, так и деловая, бухгалтерские книги и прочие документы прекрасно сохранились. Это собрание, насчитывающее более чем 2000 писем и 200 учётных книг хранится сейчас в Модене — городе, бывшем при правлении д’Эсте столицей одноимённого герцогства.